# Paralonchurus rathbuni
Paralonchurus rathbuni är en fiskart som först beskrevs av Jordan och Bollman, 1890.  Paralonchurus rathbuni ingår i släktet Paralonchurus och familjen havsgösfiskar. IUCN kategoriserar arten globalt som livskraftig. Inga underarter finns listade i Catalogue of Life.